# Scandinavian Nights (Live in Denmark)
Scandinavian Nights (Live in Denmark) – zapis koncertu zespołu Deep Purple zarejestrowany przez duńską telewizję 1 marca 1972 w Kopenhadze. Na okładce filmu znajduje się błędna informacja o miejscu, w którym odbył się koncert (Tivoli Koncertsal), w rzeczywistości film nakręcono w KB Hallen.
Czarno-biały film z tego koncertu wydano w Europie na kasecie VHS dopiero w roku 1990.
W Japonii koncert ten zatytułowany Machine Head Live 1972 wydano w roku 1987 na kasecie VHS, w 1992 na 12-calowym dysku optycznym, a w roku 1999 na DVD.
Wszystkie utwory wydano ponownie w Europie na płycie DVD w roku 2005 zatytułowanej Live in Concert 72/73. Czas trwania utworów na tych dwóch wydaniach (VHS i DVD) różni się nieznacznie.

## Lista utworów
Wszystkie utwory, z wyjątkiem opisanych skomponowali Ritchie Blackmore, Ian Gillan, Roger Glover, Jon Lord i Ian Paice.
| 1. | „Highway Star”                               | 6:24    |
|    |                                              |         |
| 2. | „Strange Kind of Woman”                      | 8:55    |
|    |                                              |         |
| 3. | „Child in Time”                              | 16:34   |
|    |                                              |         |
| 4. | „The Mule”                                   | 8:55    |
|    |                                              |         |
| 5. | „Lazy”                                       | 10:33   |
|    |                                              |         |
| 6. | „Space Truckin'”                             | 21:39   |
|    |                                              |         |
| 7. | „Fireball”                                   | 4:04    |
|    |                                              |         |
| 8. | „Lucille” (Albert Collins, Richard Penniman) | 5:31    |
|    |                                              |         |
| 9. | „Black Night”                                | 5:54    |
|    |                                              |         |
|    |                                              | 1:28:29 |
|    |                                              |         |

## Wykonawcy
- Ritchie Blackmore – gitara
- Ian Gillan – śpiew, kongi
- Roger Glover – gitara basowa
- Jon Lord – organy, instrumenty klawiszowe
- Ian Paice – perkusja